# Newgeorgiakungsfiskare
Newgeorgiakungsfiskare (Ceyx collectoris) är en fågel i familjen kungsfiskare inom ordningen praktfåglar.

## Utbredning och systematik
Fågeln förekommer på öarna Vella Lavella, New Georgia och Rendova i västcentrala Salomonöarna. Den behandlas som monotypisk, det vill säga att den inte delas in i några underarter.

### Artstatus
Tidigare betraktades den som en underart till Ceyx lepidus och vissa gör det fortfarande. Den liksom ett stort antal andra arter i området urskiljs dock numera som egna arter efter genetiska studier.

## Status
IUCN kategoriserar arten som livskraftig.